# Aeropuerto de Rodez-Marcillac
El aeropuerto internacional de Rodez-Aveyron, llamado también Rodez-Monsservin (Código IATA: RDZ, Código OACI: LFCR) es el tercer aeropuerto de la región Mediodía-Pirineos en Francia. Está situado a 10 km del centro urbano de Rodez y a 180 km de Toulouse.
La plataforma de Rodez cuenta con una amplia gama de servicios: un amplio vestíbulo para facilitar el acceso a los mostradores de las compañías para facturar, e igualmente para las llegadas.  
La principal pista de aterrizaje mide 2100 m, que puede acoger aviones de un máximo de 300 plazas, la segunda de 800 m, la instalación de un moderno ILS (Instrumento Landing System) permite el aterrizaje de los aviones en condiciones meteorológicas desfavorables. 

## Aerolíneas y destinos

### Destinos nacionales
| Ciudades        | Nombre del aeropuerto                    | Aerolíneas           |
| Francia         | Francia                                  | Francia              |
| --------------- | ---------------------------------------- | -------------------- |
| Alta Francia    |                                          |                      |
| Lille           | Aeropuerto de Lille-Lesquin              | Volotea (estacional) |
| Córcega         |                                          |                      |
| Ajaccio         | Aeropuerto de Ajaccio-Napoleón Bonaparte | Volotea (estacional) |
| Bastia          | Aeropuerto de Bastia-Poretta             | Volotea (estacional) |
| Figari          | Aeropuerto de Figari-Sud Corse           | Volotea (estacional) |
| Isla de Francia |                                          |                      |
| París           | Aeropuerto de París-Orly                 | Volotea              |

### Destinos internacionales
| Ciudades por países | Nombre del aeropuerto                      | Aerolíneas           |
| Europa              | Europa                                     | Europa               |
| ------------------- | ------------------------------------------ | -------------------- |
| Bélgica             |                                            |                      |
| Charleroi           | Aeropuerto de Charleroi Bruselas-Sur       | Ryanair (estacional) |
| España              |                                            |                      |
| Palma de Mallorca   | Aeropuerto de Palma de Mallorca            | Volotea (estacional) |
| Irlanda             |                                            |                      |
| Dublín              | Aeropuerto de Dublín                       | Ryanair (estacional) |
| Portugal            |                                            |                      |
| Oporto              | Aeropuerto de Oporto-Francisco Sá Carneiro | Volotea              |
| Reino Unido         |                                            |                      |
| Londres             | Aeropuerto de Londres-Stansted             | Ryanair (estacional) |

## Estadísticas
Ver fuente y consulta Wikidata.